# Eva Platteau
Eva Platteau (Leuven,6 april 1982) is een Belgisch politica voor Groen.

## Biografie
Platteau behaalde verschillende diploma's aan de KU Leuven. In 2006 werd ze licentiaat in de sociologie, in 2008 behaalde ze een postgraduaat familiale bemiddeling en in 2013 het diploma van doctor in de sociale wetenschappen.
Van 2006 tot 2008 werkte ze als assistent aan het Centrum voor Sociologisch Onderzoek van de KU Leuven. Nadien was Platteau van 2008 tot 2013 wetenschappelijk medewerker bij het Steunpunt Bestuurlijke Organisatie Vlaanderen en het Instituut voor de Overheid van de KU Leuven, waar ze onderzoek deed naar vergrijzing van het overheidspersoneel en leeftijdsbewust personeelsbeleid. Nadien ging ze van 2013 tot 2018 aan de slag bij het Instituut voor de Overheid als coördinator vorming en dienstverlening, waarbij ze verantwoordelijk was voor de training en opleiding van personeelsleden en de coördinatie en de uitvoering van onderzoeksprojecten. Van augustus 2019 tot november 2020 was ze vervolgens adviseur op de studiedienst van de Sociaal-Economische Raad van Vlaanderen.
Platteau werd politiek actief voor Groen in 2012 en was voor deze partij van 2015 tot 2017 gemeenteraadslid van Leuven, als plaatsvervanger van een ziek gemeenteraadslid. Bij de gemeenteraadsverkiezingen van oktober 2018 werd ze verkozen. Ze zetelde vervolgens van januari 2019 tot december 2024 in de Leuvense gemeenteraad.
Van november 2020 tot juni 2024 zetelde ze voor de kieskring Vlaams-Brabant eveneens in de Kamer van volksvertegenwoordigers, als opvolgster van Jessika Soors. Als Kamerlid hield Platteau zich bezig met asiel, migratie en mensenrechten. Bij de Vlaamse verkiezingen van juni 2024 werd Platteau vanop de tweede plaats van de Vlaams-Brabantse Groen-lijst verkozen in het Vlaams Parlement. Ze werd er vast lid van de commissie Economie, Werk, Sociale Economie, Wetenschap en Innovatie. Sinds december 2024 zetelt zij eveneens als deelstaatsenator in de Senaat.
Bij de lokale verkiezingen in oktober 2024 duwde ze de Groen-lijst in Leuven. Platteau raakte echter niet herkozen als gemeenteraadslid.